# Олмут
Олмут (њем. Ollmuth) општина је у њемачкој савезној држави Рајна-Палатинат. Једно је од 103 општинска средишта округа Трир-Сарбург. Према процјени из 2010. у општини је живјело 163 становника. Посједује регионалну шифру (AGS) 7235100.

## Географски и демографски подаци
Олмут се налази у савезној држави Рајна-Палатинат у округу Трир-Сарбург. Општина се налази на надморској висини од 338 метара. Површина општине износи 4,0 km². У самом мјесту је, према процјени из 2010. године, живјело 163 становника. Просјечна густина становништва износи 41 становника/km².